# Žitorađa
Žitorađa (izvirno srbsko Житорађа) je naselje v Srbiji, ki je središče istoimenske občine; slednja pa je del Topliškega upravnega okraja.

## Demografija
V naselju, katerega izvirno (srbsko-cirilično) ime je Житорађа, živi 2771 polnoletnih prebivalcev, pri čemer je njihova povprečna starost 38,7 let (37,8 pri moških in 39,6 pri ženskah). Naselje ima 1.008 gospodinjstev, pri čemer je povprečno število članov na gospodinjstvo 3,51.
To naselje je, glede na rezultate popisa iz leta 2002, večinoma srbsko, a v času zadnjih 3 popisov je opazen porast števila prebivalcev.
|  |

| Demografija | Demografija     | Demografija     |
| Leto        | Št. prebivalcev | Št. prebivalcev |
| ----------- | --------------- | --------------- |
|             |                 |                 |
|             |                 |                 |
|             |                 |                 |
|             |                 |                 |
| 1948        | 2442            |                 |
| 1953        | 2464            |                 |
| 1961        | 2618            |                 |
| 1971        | 2849            |                 |
| 1981        | 3270            |                 |
| 1991        | 3503            | 3408            |
| 2002        | 3724            | 3543            |
|             |                 |                 |

| Etnična sestava po popisu iz leta 2002 | Etnična sestava po popisu iz leta 2002 | Etnična sestava po popisu iz leta 2002 | Etnična sestava po popisu iz leta 2002 | Etnična sestava po popisu iz leta 2002 |
| -------------------------------------- | -------------------------------------- | -------------------------------------- | -------------------------------------- | -------------------------------------- |
| Srbi                                   | Srbi                                   |                                        | 3.269                                  | 92,26%                                 |
| Romi                                   | Romi                                   |                                        | 246                                    | 6,94%                                  |
| Makedonci                              | Makedonci                              |                                        | 6                                      | 0,16%                                  |
| Jugoslovani                            | Jugoslovani                            |                                        | 6                                      | 0,16%                                  |
| Bolgari                                | Bolgari                                |                                        | 2                                      | 0,05%                                  |
| Črnogorci                              | Črnogorci                              |                                        | 1                                      | 0,02%                                  |
| Goranci                                | Goranci                                |                                        | 1                                      | 0,02%                                  |
| Neznano                                | Neznano                                |                                        | 9                                      | 0,25%                                  |